# Siro Silvestri
Siro Silvestri (* 15. Oktober 1913 in Ameglia, Provinz La Spezia, Italien; † 14. Juni 1997) war römisch-katholischer Bischof des Bistums Foligno und des Bistums La Spezia-Sarzana-Brugnato.

## Leben
Siro Silvestri empfing am 31. Dezember 1937 die Priesterweihe. Papst Pius XII. ernannte ihn 1955 zum Bischof des Bistums Foligno. Die Bischofsweihe wurde ihm am 18. September 1955 gespendet. Papst Paul VI. ernannte ihn 1975 zum Bischof Luni; nach Umfirmierung ab 1986 von La Spezia-Sarzana-Brugnato. Seinem altersbedingten Rücktrittsgesuch wurde durch Johannes Paul II. 1989 stattgegeben. 